# داي جون
داي جون (بالصينية: 戴骏) هو سباح صيني، ولد في 6 فبراير 1992 في شانغهاي في الصين.

## روابط خارجية
- داي جون على موقع الاتحاد الدولي للسباحة (الإنجليزية)
- داي جون على موقع SwimRankings.net (الإنجليزية)
- داي جون على موقع أوليمبيديا (الإنجليزية)